# Josef Jozpa Sofer
Josef Jozpa Sofer (hebrejsky יוסף יוזפא סופר‎, maďarsky Jozseph Jozspe Schreiber, 1819, Prešpurk – 1883 u Šúrovců cestou do Hlohovce) byl hornouherský židovský obchodník.

## Život
Josef Jozpa Sofer se narodil v roce 1819 v Bratislavě jako třetí syn rabína Mojšeho Chatama Sofera. Měl bratry rabína Avrahama Šmu'ela a rabína Šim'ona Sofera-Schreibera.
Jeho otec Mojše sloužil jako bratislavský vrchní rabín. Jeho matka Sarel (1790–1832), byla dcerou poznaňského rabína Akivy Egera a vdovou po piłském rabínovi Avrahamu Moše Kalischerovi (1788–1812).

### Manželství a rodina
Josef Jozpa se oženil se Sarel, dcerou Elchanana ze Šúrovců, kde poté manželé bydleli a Josef zde založil obchodní firmu. Manželé měli tři děti, Mošeho, Akivu a dceru Raizel, která se později provdala za slavného uherského rabína Jehudu Grinvalda (1845–1920). 

### Smrt
V roce 1883 na cestě do Hlohovce byl Josef Jozpa na otevřeném prostranství přepaden a zbit svým dlužníkem. Jeho vozka utekl a koně se následně sami instinktivně vrátili do stáje v Šúrovcích s umírajícím Josefem Jozpou v kočáře. Ten byl po příjezdu již mrtev. Pohřben byl v Šúrovcích.
Po tomto incidentu se jeho žena přestěhovala do města Szatmárnémeti (dnešní Satu Mare), kde dožila svou dcerou a zetěm. Je pohřbena na tamním židovském hřbitově.  